# ÖBB 4030
Die Reihe 4030 der Österreichischen Bundesbahnen (ÖBB) waren elektrische Nahverkehrs-Triebzüge. Im engeren Sinn war 4030 die Bezeichnung der Triebwagen, die Steuerwagen wurden als Reihe 6030 und die Zwischenwagen als Reihe 7030 bezeichnet. Sie wurden ab 1956 im Regionalzugverkehr eingesetzt und mit einigen Adaptierungen ab 1962 als erste Generation der Wiener-Schnellbahn-Züge verwendet. Der Einsatz im Planverkehr endete im Jahr 2004.

## Geschichte

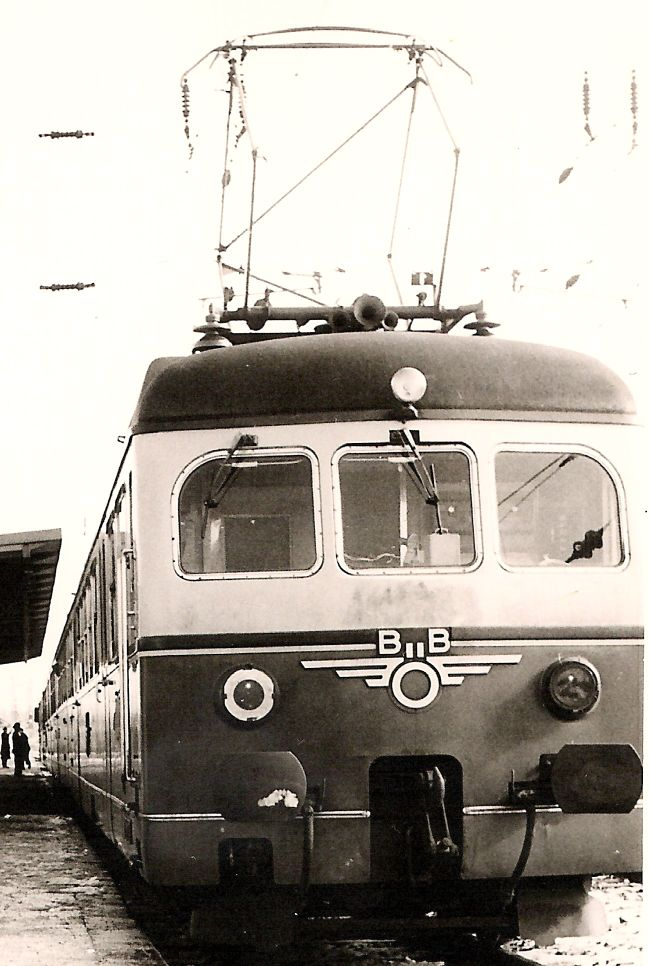
Triebwagen 4030.02 im Februar 1959 im Bahnhof Rosenheim

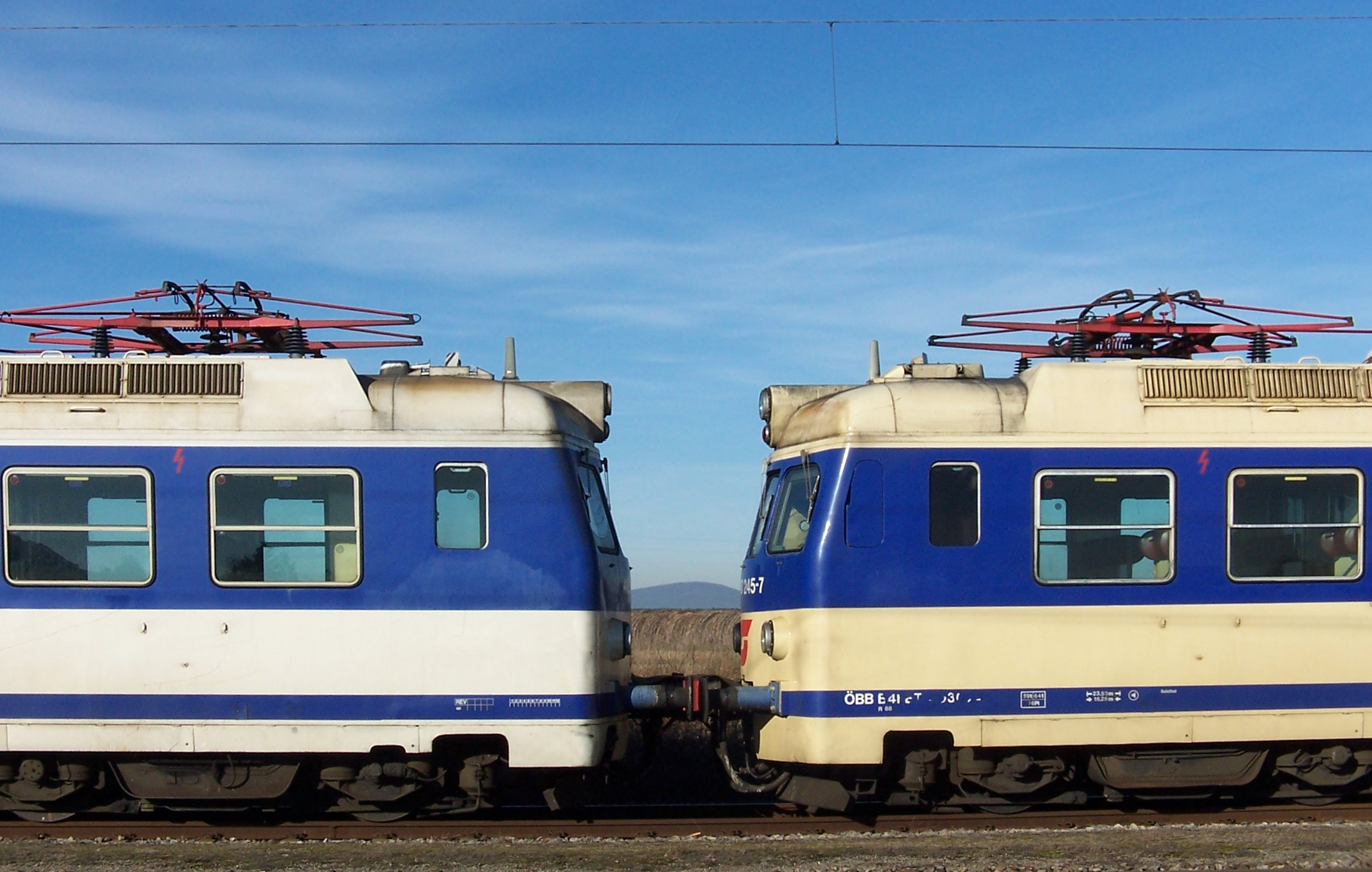
Unterschiedliche Lackierungsvarianten bei Triebwagen der Reihe 4030 (Jänner 2005)

Die erste Serie der Reihe 4030 wurde in den Jahren 1956 bis 1960 gebaut. Diese als 4030.0 bezeichneten Züge waren ursprünglich 4-teilig und für den Regionalverkehr bestimmt. Für den Betrieb auf der Wiener Schnellbahn war die 2. Serie vorgesehen. Als sich abzeichnete, dass vor Eröffnung im Februar 1962 nicht ausreichend viele Züge der 2. Serie geliefert werden konnten, wurden kurzfristig die vier zuletzt gefertigten Garnituren der ersten Serie durch den Einbau einer Vielfachsteuerung sowie pneumatischen Türschließeinrichtung für den Schnellbahnbetrieb adaptiert und als Reihe 4030.1 bezeichnet. Die 4030.1 und die von 1961 bis 75 gelieferten 4030.2 waren von Anfang an 3-teilig. Später wurden auch die Züge der 1. Serie auf drei Wagen gekürzt. Bei der in den Jahren 1969 bis 1982 erfolgten Nachrüstung mit pneumatischer Türschließeinrichtung und Vielfachsteuerung wurde die Bezeichnung von 4030.0 auf 4030.3 geändert. Die überzähligen Zwischenwagen wurden als Reisezugwagen verwendet. Dies war problemlos möglich, da Kupplungen und Übergänge den für Reisezugwagen üblichen Standards entsprachen.
Ab 1978 wurden die Triebzüge der Reihe 4020 als 2. Generation von Schnellbahnzügen ausgeliefert. Anfang 2000 befanden sich noch alle 72 Triebwagen der Reihe 4030 im Stand der ÖBB, doch Ende 2004 wurden die letzten Garnituren ausgemustert. Die Ausmusterung erfolgte in Zusammenhang mit der Auslieferung der Nahverkehrstriebwagen der Reihe 4024.

## Erhaltene Fahrzeuge

### 4030.210
Die Garnitur 4030.210 wurde bereits im Jahr 1987 zu den Jubiläen 150 Jahre Eisenbahn in Österreich und 25 Jahre Schnellbahn in den Originalzustand zurückversetzt und war danach bis 2001 im normalen Betrieb in Verwendung. Der Steuerwagen 6030.210 wurde bei einem Unfall beschädigt und deshalb durch den Steuerwagen 6030.203 ersetzt. Die Garnitur ist im Eigentum des technischen Museums und steht unter Denkmalschutz. Sie befindet sich seit dem Jahr 2008 im Eisenbahnmuseum Schwechat. Die Instandhaltung erfolgt durch den Verband der Eisenbahnfreunde, der Zug ist betriebsfähig und wird für Sonderfahrten verwendet.

### Weitere erhaltene Fahrzeuge
4030 208 befindet sich ohne Steuer- und Zwischenwagen im Eisenbahnmuseum Strasshof. Das Fahrzeug wurde bereits als Ersatzteilspender verwendet.
Einige Zwischenwagen fanden in Tunnelrettungszügen Verwendung.
Die Einheiten 238 und 239 waren noch bis zum Jahr 2024 erst in Augsburg und zuletzt in Schleiz abgestellt. Im Jahr 2024, nach Stilllegung der Nebenbahn Schönberg(Vogtl)-Schleiz wurden die beiden Garnituren vor Ort verschrottet.

## Versionen
- 4030.01–22 Regionalzugversion (ursprünglich vierteilig), später zu 4030.301-322 umgebaut
- 4030.101–104 Adaptierte Version für den Schnellbahnbetrieb mit Vielfachsteuerung, pneumatischer Türsteuerung und geändertem Bremssystem
- 4030.201–246 Schnellbahnversion für Wien ab 1972 bis 75 mit Scharfenbergkupplung
- 4030.301–322 Umbau aus 4030.0 mit automatischer Türschließanlage und Vielfachsteuerung für den Einsatz auf der Wiener Schnellbahn

## Lackierungsvarianten
Die Reihe 4030.0 wurde im damals üblichen Triebwagen-Schema Saphirblau/Elfeinbein mit hellgrauer Schürze lackiert. Die Reihe 4030.2 erhielt die markante Schnellbahn-Lackierung mit orangefarbener Schürze und ebensolchem, markanten Zierspitz – aufgrund des Initiators, dem damaligen ÖBB-Generaldirektor Maximilian Schantl auch „Schantl-Bart“ genannt. Zweck war auch die Sicherheit durch gute Sichtbarkeit der Farben. Statt des Flügelrads wurden diese Fahrzeuge später an der Front mit dem Wiener Schnellbahnsymbol versehen. Der ursprünglich hellorange Farbton wurde später auf Blutorange geändert, gleichzeitig erfolgte der Wechsel von saphirblau zu ultramarinblau. Die Fahrzeuge der Reihe 4030.1 erhielten ebenfalls einen orangen Zierspitz, dieser endete jedoch an der Kante der Vorderfront und ging nicht über die Ecken hinaus, zudem behielten diese Fahrzeuge das Flügelrad an der Front, welches ab 1974 durch den Pflatsch ersetzt wurde. In den 1980er Jahren wurden alle Triebwagen im an die Jaffa-Lackierung angelehnten Schema mit blauem Fensterband und Zierlinien bzw. zuletzt im „Sparlack“ ohne Zierlinien lackiert.

## Einsatzgebiete
- Wiener Schnellbahn
- Regionalverkehr im elektrifizierten Streckennetz
- zeitweise auch im Auslandsverkehr nach Deutschland (München)

Neben dem Einsatz der Reihe 4030.0 im Nahverkehr von Wien wurden die Garnituren der Reihen 4030.1 und 4030.2 für die Wiener Schnellbahn vorgesehen. Von Innsbruck aus verkehrten die Triebwagen zweiteilig auch nach Reutte in Tirol. Im Rahmen des Korridorverkehrs passierten sie dabei im Raum Garmisch-Partenkirchen auch deutsches Gebiet. Aufgrund Triebfahrzeugmangel wurde zeitweise mit diesen eigentlich dafür ungeeigneten Fahrzeugen auch Fernverkehrsleistungen nach Deutschland gefahren. In der Obersteiermark verkehrten die Garnituren auch zweiteilig zwischen Hieflau und Eisenerz, Leoben und Vordernberg sowie im Mur- und Mürztal. Die teilweise überzähligen Mittelwagen Reihe 7030 wurden zeitweise gemeinsam mit den Gepäcktriebwagen Reihe 4061 auf der Pressburgerbahn eingesetzt, ebenso im Regionalverkehr auf der Westbahn, bis zu deren Ausmusterung auch mit der Reihe 1046 auf der Nordbahn. In der Nacht vom 31. Dezember 2004 auf den 1. Jänner 2005 endete der Einsatz der Reihe 4030 im Personennahverkehr.

## Technik

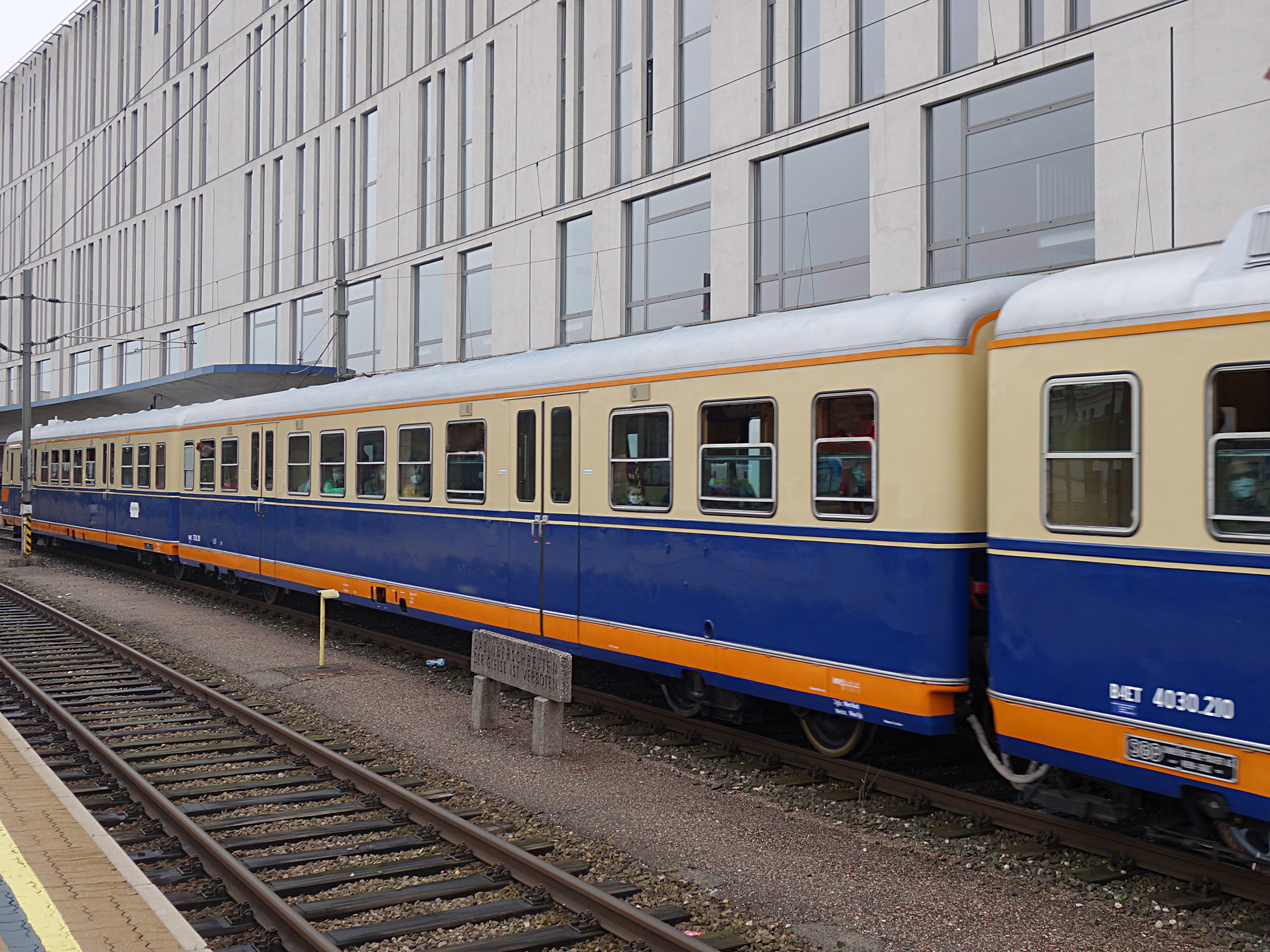
Zwischen- und Steuerwagen

Die Fahrzeuge besitzen geschweißte Wagenkästen. Untereinander sind die Wagen mit UIC-Standard-Schraubenkupplungen und Puffern verbunden. Die elektrische Ausrüstung besteht aus einem unter dem Wagenboden aufgehängten Transformator in Sparschaltung mit einer Nennleistung von 850 kVA sowie einem mit einer Spannung von 24 Volt gesteuerten Schaltwerk, welches in mehreren Bauarten von AEG und BBC gebaut wurde. Der Antrieb erfolgt von vier achtpoligen, kompensierten Einphasenreihenschlussmotoren mit einer Stundenleistung von je 250 kW über einen Sécheron-Lamellenfederantrieb.
Die Fahrzeuge der ersten Serie wurden ohne Vielfachsteuerung ausgeliefert, die Anpassung der Kapazität erfolgte anfangs durch Entnahme und das Hinzufügen von Zwischenwagen, wobei die Triebwagen mindestens zwei- und maximal fünfteilig eingesetzt wurden. Die Schnellbahnversion 4030.2 unterschied sich durch einen leichteren Fahrzeugteil mit anderen Laufdrehgestellen (Bauart SGP III statt Winterthur) und Scheibenbremsen, weiterentwickelte elektrische Ausrüstung und vereinfachter Inneneinrichtung, von den Reihen 4030.0 und 4030.1. Von Anfang an mit Vielfachsteuerung sowie der für den Schnellbahnbetrieb unablässigen automatischen Türschließeinrichtung ausgestattet waren die nachträglich umbestellten 4030.1 sowie die 4030.2. Durch Nachrüstung letzterer beiden wurde die Reihe 4030.3 geschaffen. Sämtliche 4030.2 wurden in den Jahren 1972 bis 1975, nach mehreren Vorfällen, an den Führerstandsenden mit der Scharfenbergkupplung ausgerüstet.
Für den Verkehr auf der Steilstrecke von Vordernberg nach Vordernberg Markt wurden die Garnituren 4030.226 bis 4030.230 mit Magnetschienenbremsen in den Steuerwagen ausgerüstet.
Die 4030er waren die ersten Fahrzeuge der ÖBB mit Schwenkschiebetüren. Die damals neuartigen Fahrgasttüren waren eine Konstruktion der damals in Wien ansässigen Firma „Institut für technische Forschung und Entwicklung“. Die unter dem Markennamen IFE bekannte Firma entwickelte sich zu einem der weltweit führenden Unternehmen zur Herstellung von Türsystemen für Schienenfahrzeuge. Schwenkschiebetüren wurden erst später zum Standard bei Fahrgasttüren, im Jahr 1956 waren die Züge der Reihe 4030 dieser Entwicklung Jahrzehnte voraus.

## Modelle
Die Firma Kleinbahn brachte 1973 ein verkürztes und auf dem Modell der Reihe 4130 basierendes Modell in Schnellbahn-Lackierung heraus. Dieses ist unmaßstäblich stark verkürzt und besitzt bei Zwischen- und Steuerwagen unrichtig lediglich einen Einstieg. Das Modell blieb bis um die Jahrtausendwende im Programm.
Der ehemals österreichische Hersteller Liliput bzw. der damalige Österreich-Importeur Dolischo brachte um 2005 ein detailliertes und maßstäbliches Modell des 4030 in mehreren Versionen auf den Markt.

## Bilder

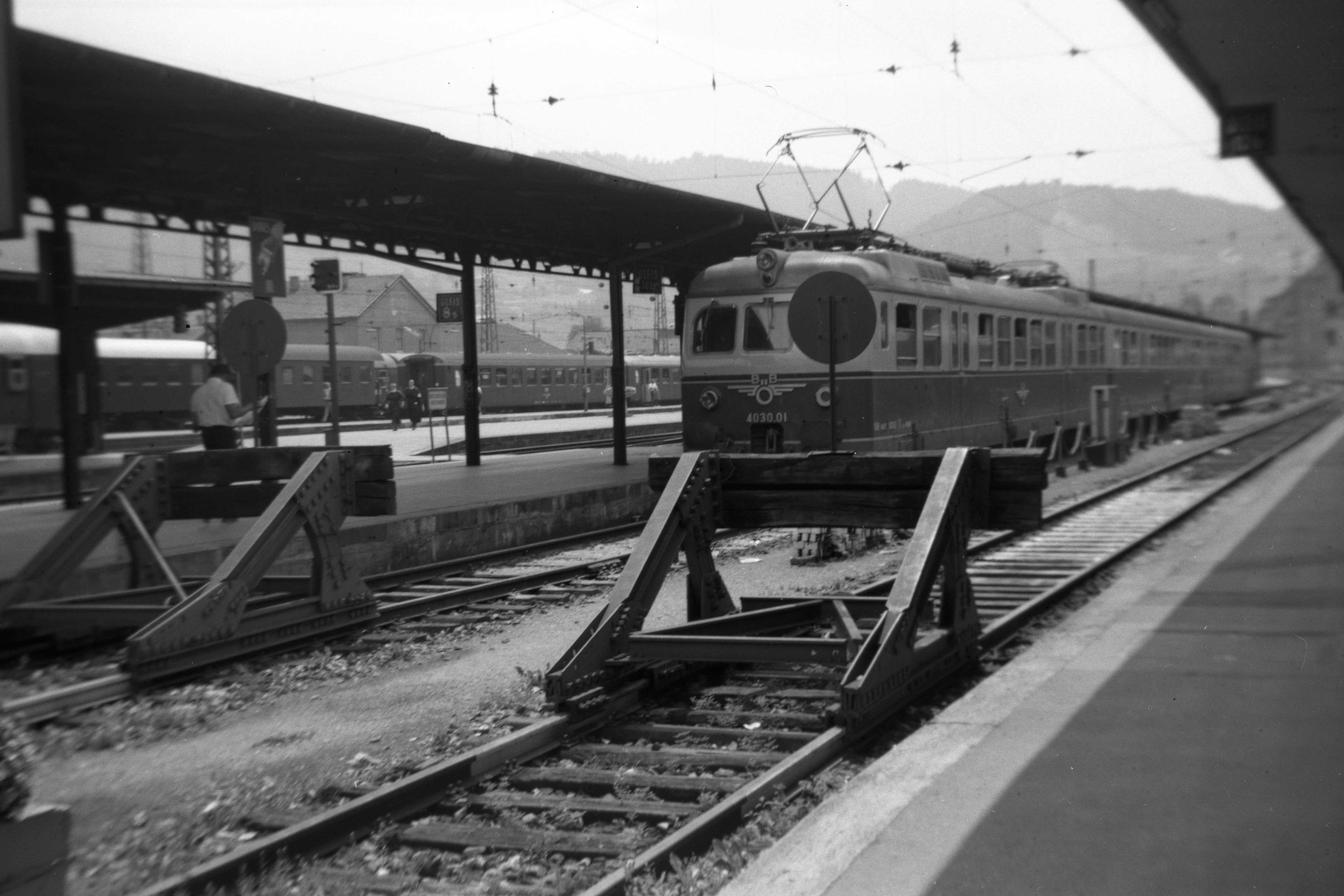
Dreiteiliger 4030.0 in Innsbruck (Juli 1971)
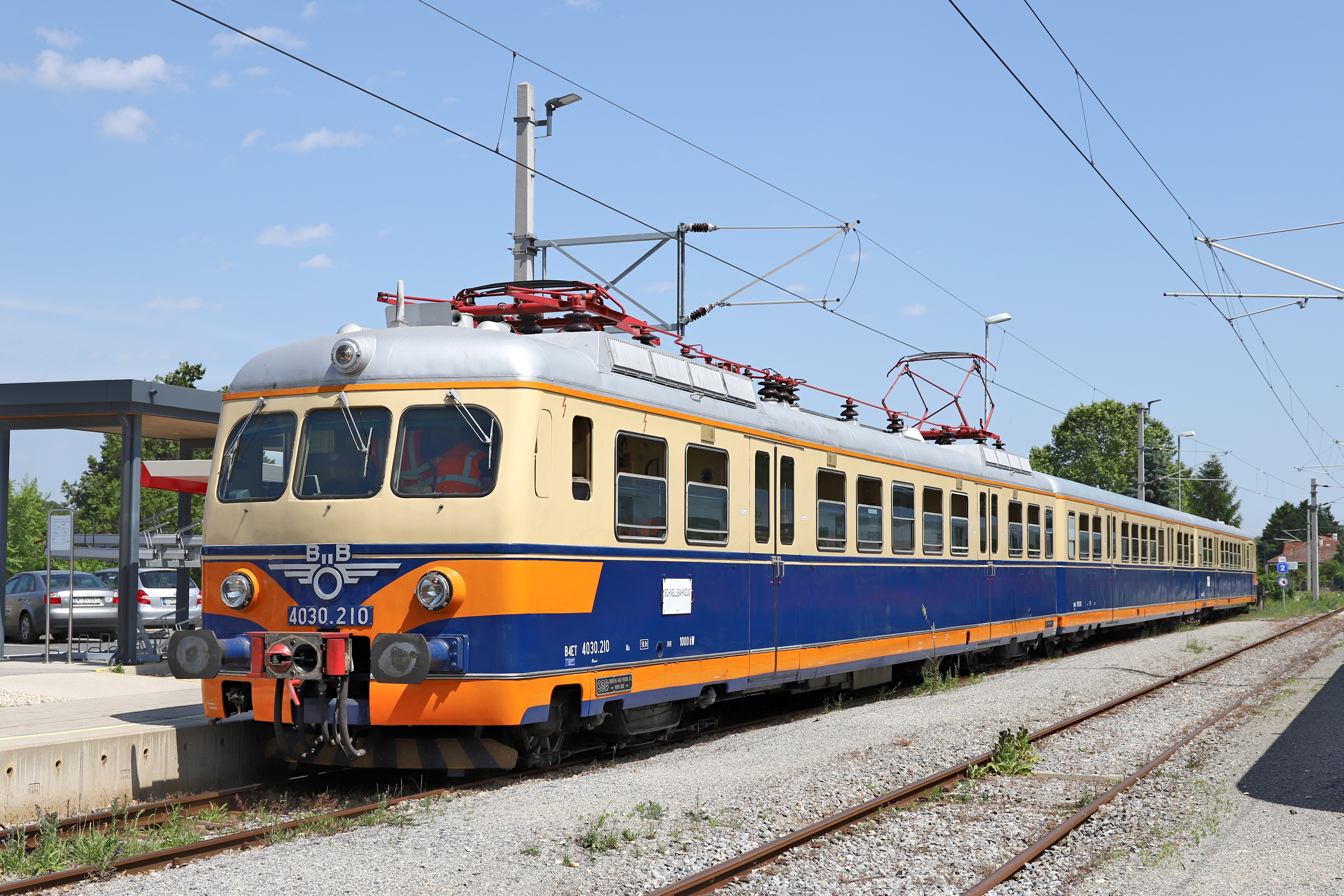
Museumsfahrzeug 4030.210 in der Schnellbahn-Farbgebung
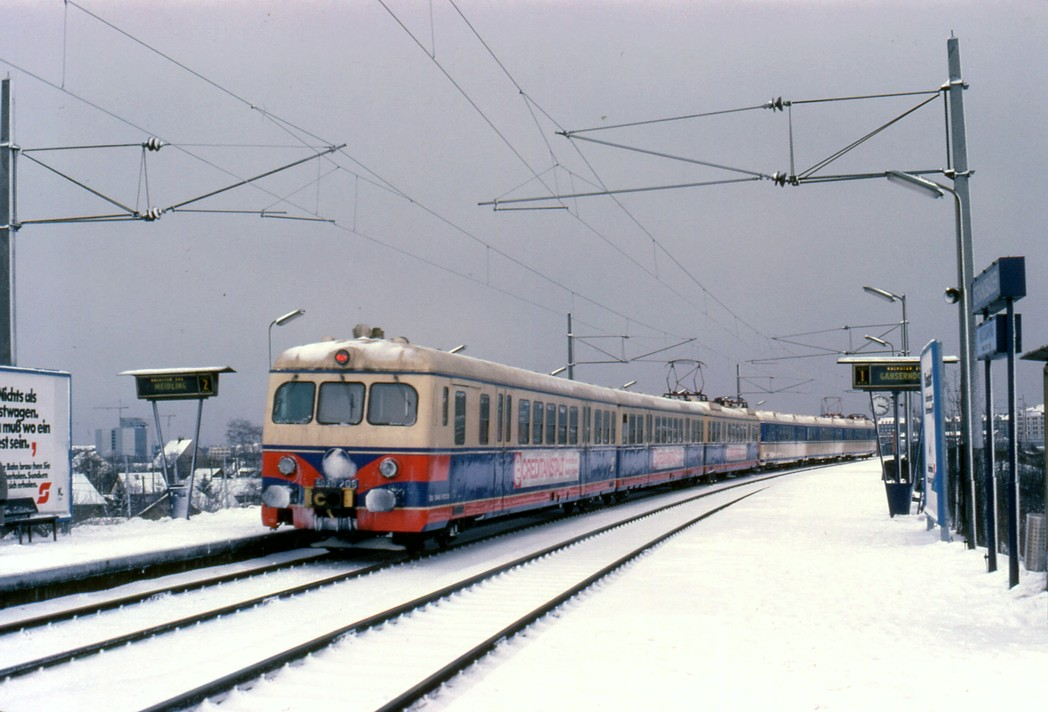
ÖBB 6030.205 in der Haltestelle Strandbäder (1980)
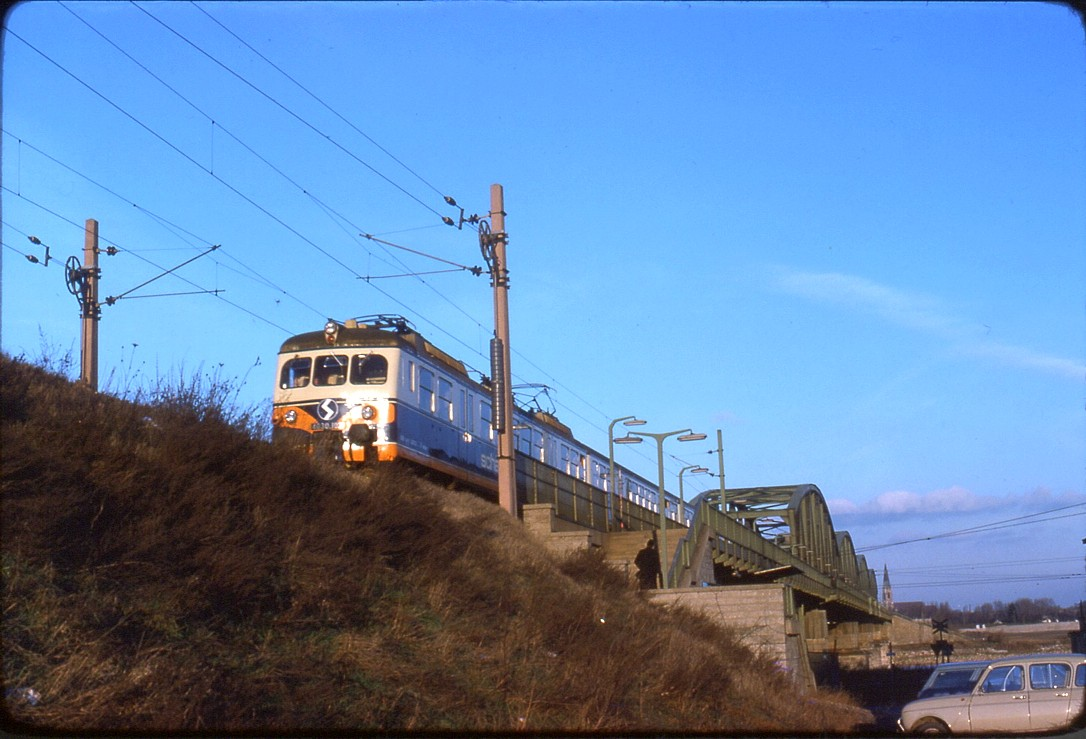
Ein 4030.1 im Bereich der heutigen Station Handelskai (1976)
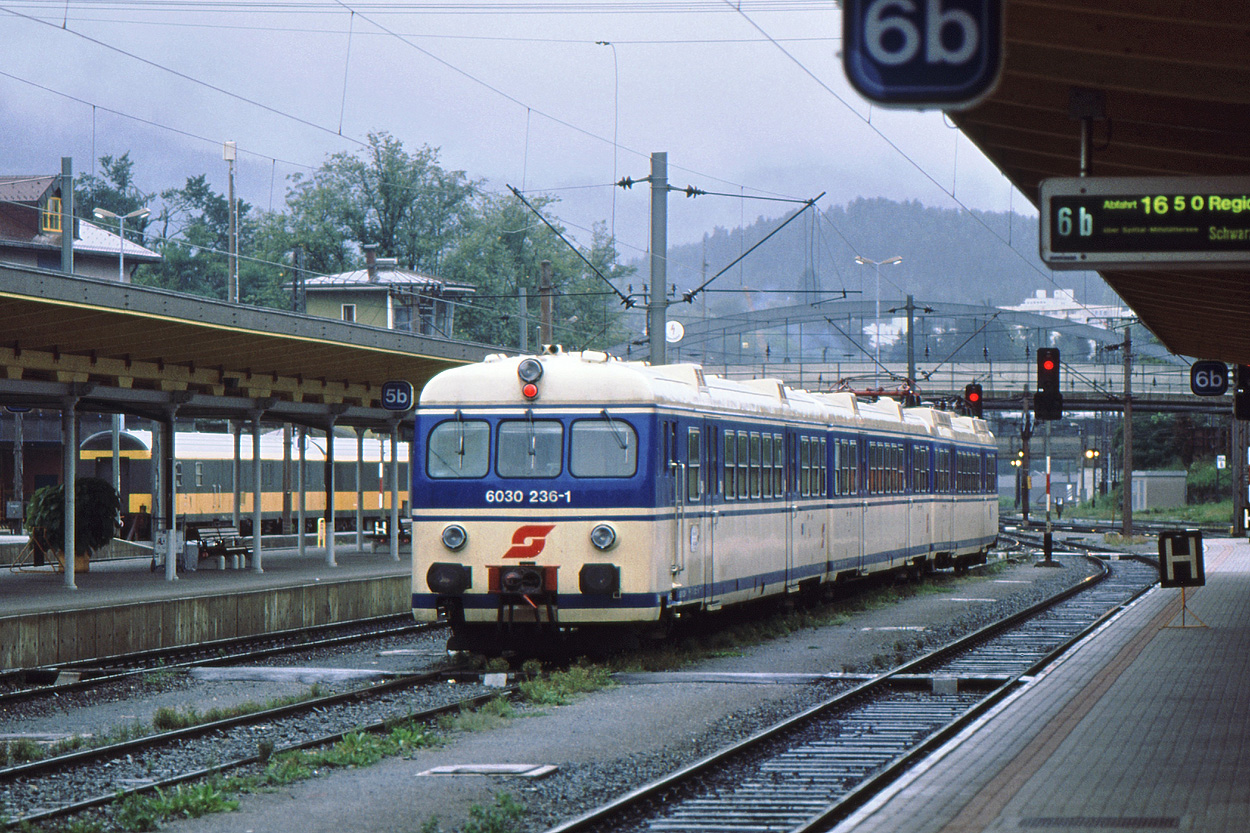
ÖBB 6030 236-1 am Villacher Hauptbahnhof (September 1994)
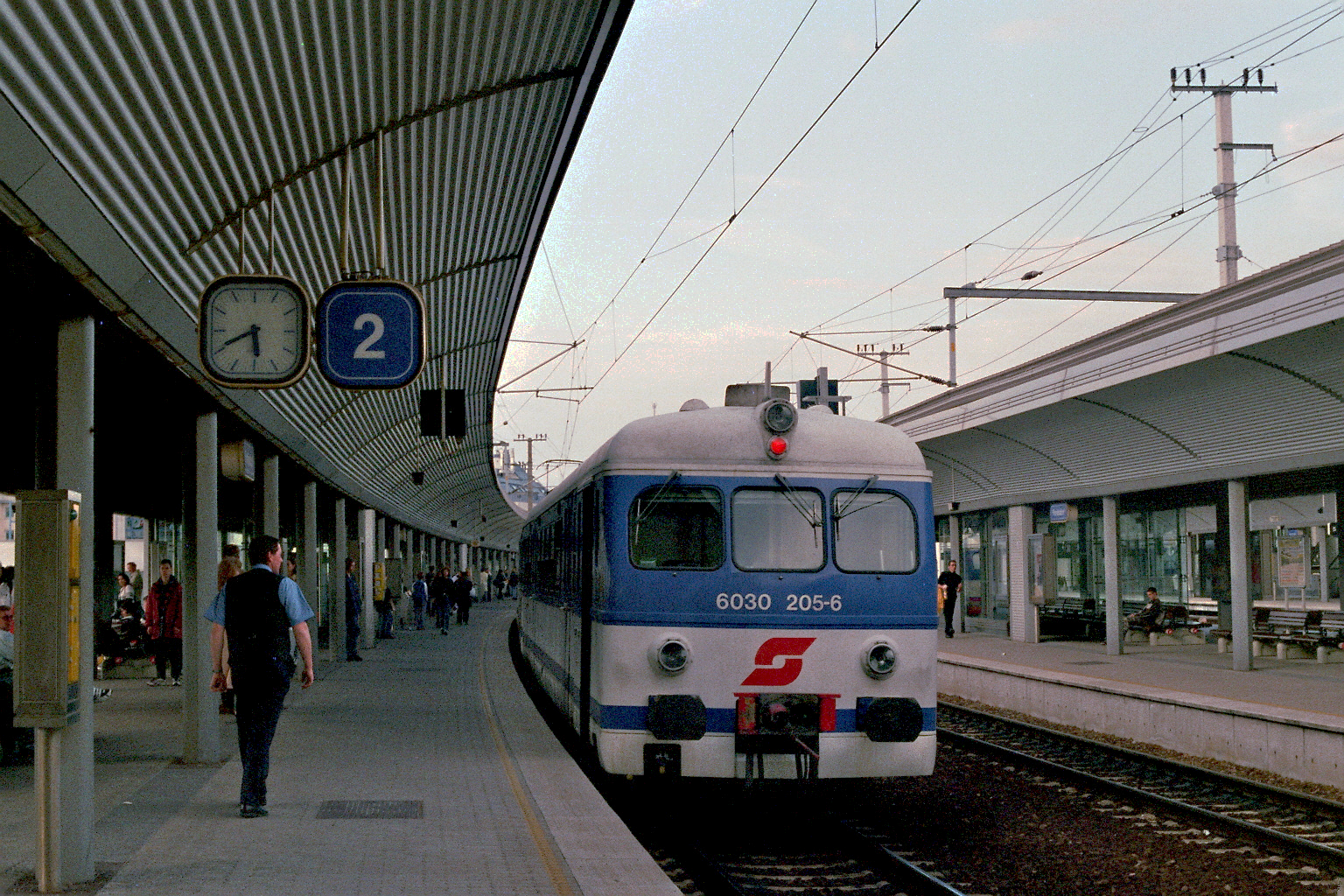
ÖBB 6030 205-6 am Bahnhof Wien-Floridsdorf (März 1999)
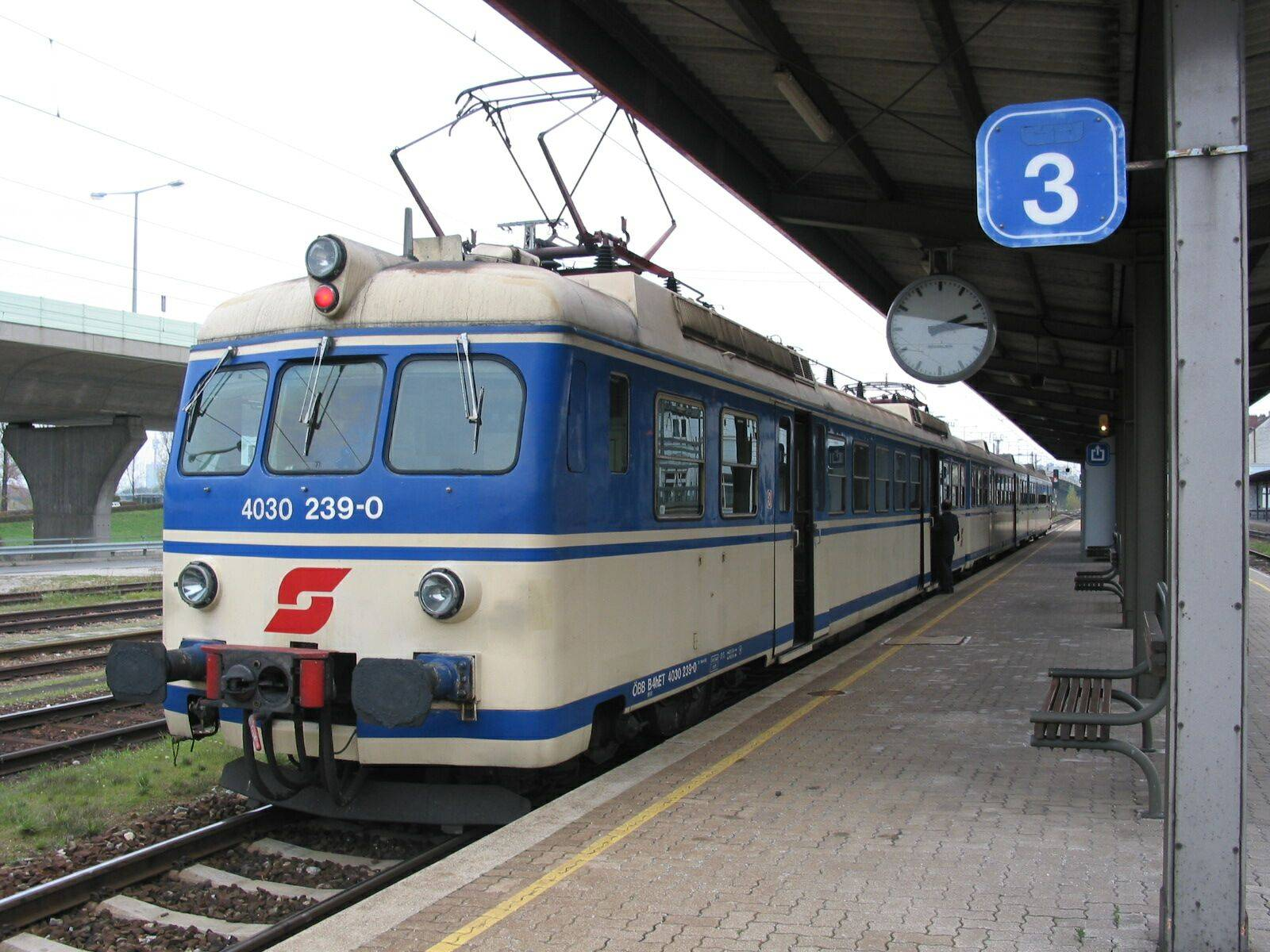
ÖBB 4030 239-0 am Bahnhof Wien Nussdorf (November 2002)
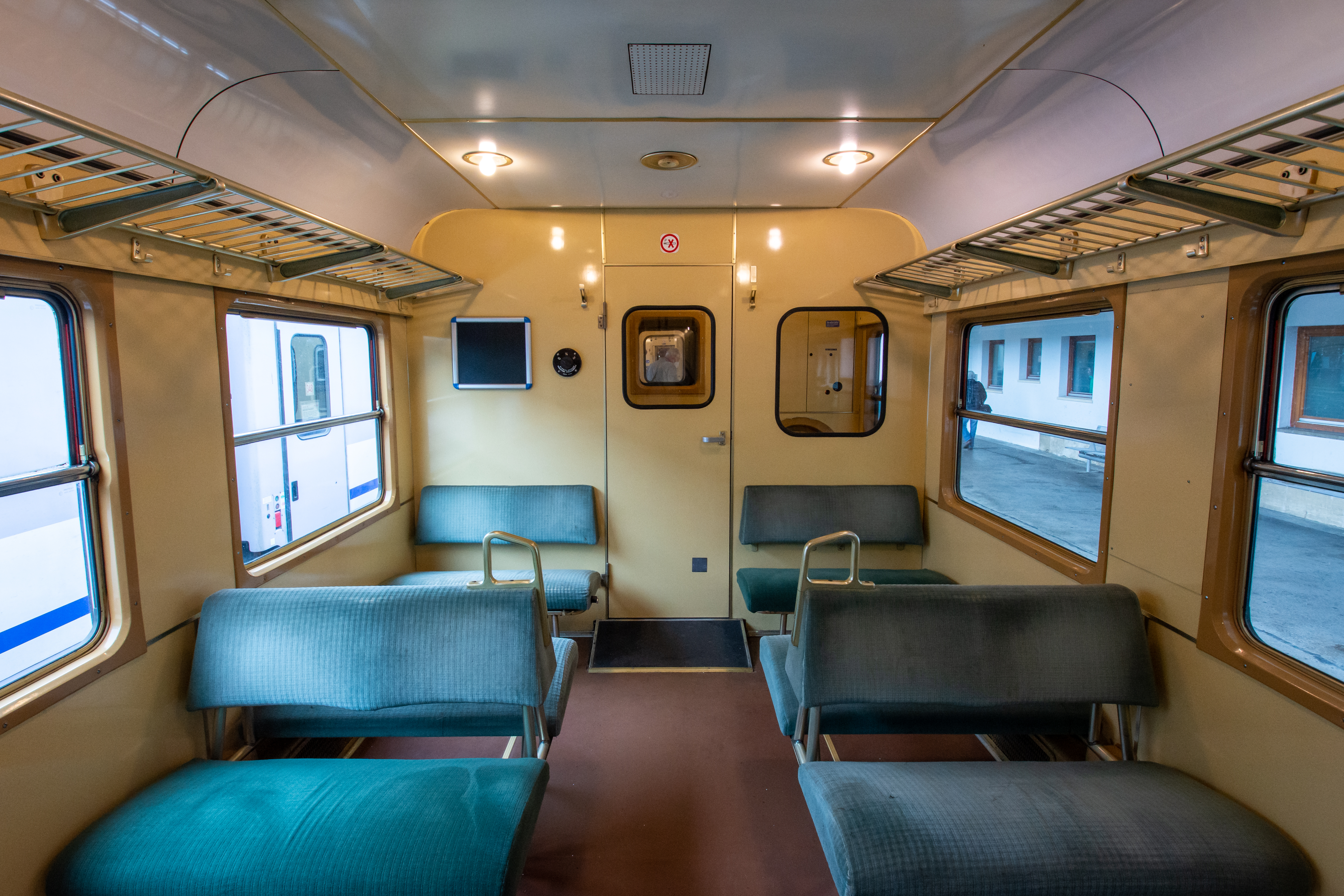
Innenansicht 7030.210
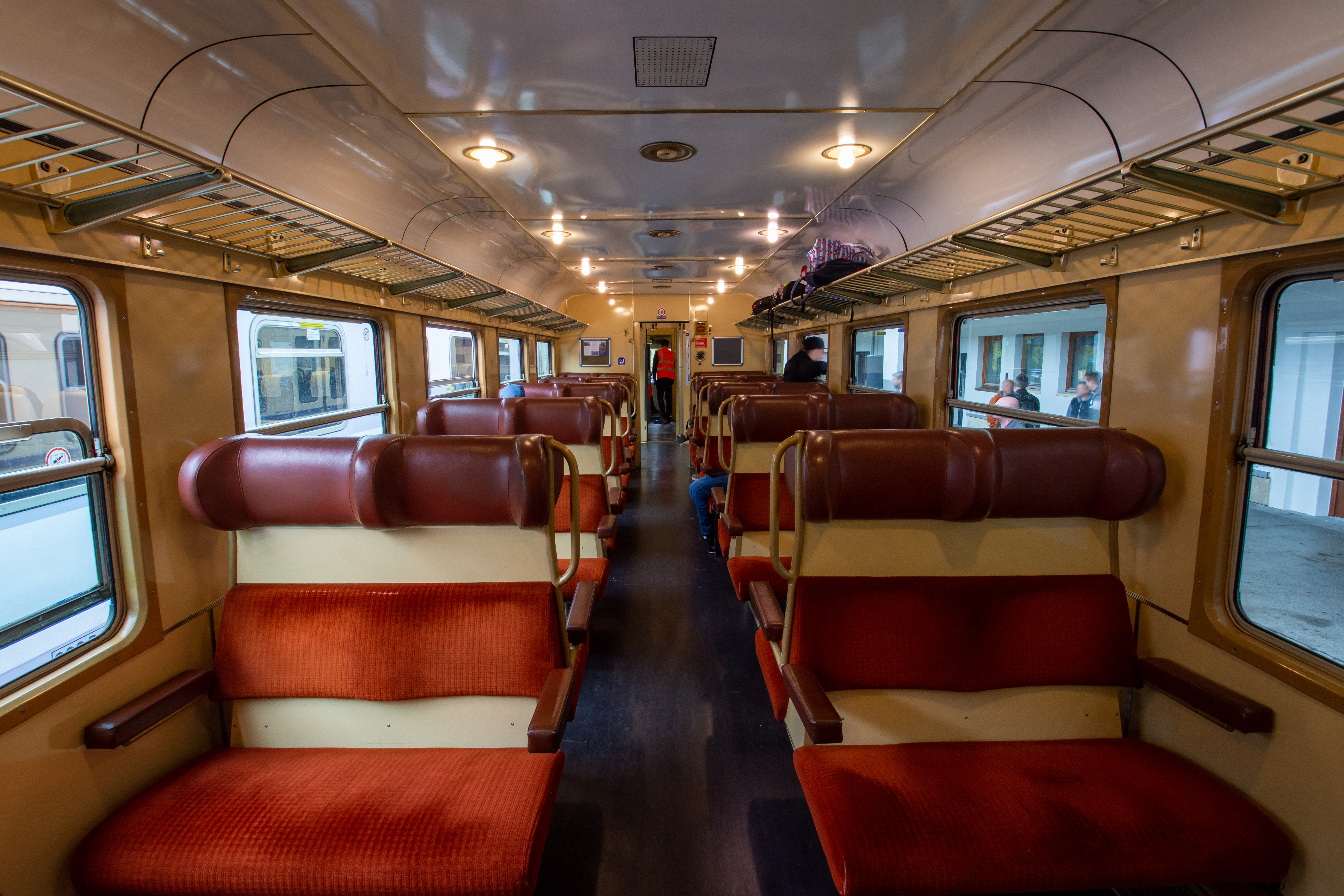
Innenansicht 6030.203

## Schwesterreihe 4130
Die Reihe 4130 wurde auf Basis der Reihe 4030 für den Einsatz im Fernverkehr entwickelt und fuhr ab 1958 unter anderem als Triebwagenschnellzug „Transalpin“ zwischen Wien, Zürich und Basel. Unter anderem wegen unterschiedlicher Steuerspannungen waren die Vielfachsteuerungen von 4030 und 4130 nicht kompatibel, die Zwischenwagen der beiden Reihen waren jedoch austauschbar, was auch praktiziert wurde.